# Robert Prévost (théâtre)
Pour les articles homonymes, voir Robert Prévost et Prévost.
Robert Prévost (né à Montréal le 21 mars 1927- décédé à Montréal le 5 juillet 1982) était un scénographe québécois.

## Biographie
Né en 1927 dans le quartier Rosemont à Montréal, Robert Prévost fait ses études classiques au Collège Sainte-Croix, rue Sherbrooke à Montréal.
En début de carrière, il est devenu membre des Compagnons de Saint-Laurent, troupe de théâtre créée et dirigée par le Père Émile Legault, c.s.c. C'est au sein de cette troupe qu'il fait la rencontre des grands du théâtre montréalais, dont Jean-Louis Roux, Jean Gascon et Georges Groulx.
Il s'est joint au Théâtre du Nouveau Monde en 1953 pour lequel il réalise plus de 75 décors :Tartuffe, Don Juan, Le Maître de Santiago et surtout Le Malade imaginaire qui sera acclamé en Amérique et en Europe.
Il a été le créateur des décors de productions théâtrales majeures au Canada tels que ceux du Festival de Stratford, des Grands Ballets canadiens et du Royal Winnipeg Ballet.
Il a travaillé aussi au Théâtre du Rideau Vert où il a réalisé des dizaines de décors, pour l'opéra et pour la télévision. Prévost était considéré par beaucoup comme le maître incontesté de la scénographie au Canada et au Québec.
C'est en ces termes que Renée Noiseux-Gurix résume le style de Robert Prévost : « On reconnaît sa griffe par une organisation symétrique, équilibrée et cartésienne de l'espace scénique, tant dans la forme que dans la couleur, car sa palette est toujours tempérée : un décor classique à la française ».

## Honneurs
- 1972 - Membre de l'Ordre du Canada
- 1978 - Officier de l'Ordre du Canada

## Sources externes
- Le fonds d'archives du costumier Robert Prévost est conservé au centre d'archives de Montréal de Bibliothèque et Archives nationales du Québec[4].